# Occultation
Pour les articles homonymes, voir Occultation (homonymie).

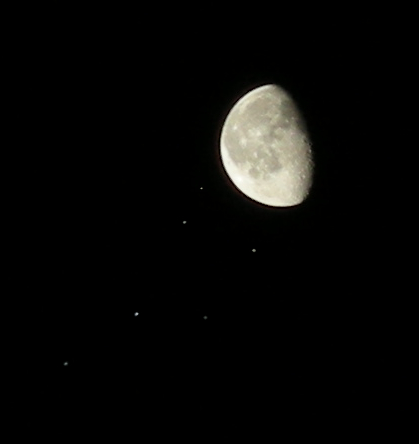
Occultation des Pléiades par la Lune.

Une occultation, en astronomie, est le phénomène par lequel un astre (planète, lune, étoile, astéroïde...) est masqué totalement ou partiellement par un autre astre qui passe entre celui-ci et l'observateur. L'éclipse du Soleil par la Lune constitue un cas particulier d'occultation. L'occultation peut être utilisée dans certains cas pour déterminer les caractéristiques d'un des deux astres.

## Type d'occultation
Parmi les cas d'occultations observables figurent :
- l'occultation des étoiles par la Lune. Ce phénomène est fréquemment observé du fait de la taille de la Lune vue de la Terre
- l'occultation des étoiles par les astéroïdes est un phénomène fréquent compte tenu du nombre d'astéroïdes bien que nécessitant des travaux préparatoires importants pour pouvoir être observée. Elle permet de mesurer les dimensions physiques de l'astéroïde et à condition de faire des observations depuis plusieurs points de déterminer éventuellement la forme de l'astéroïde. Les mesures de ce type contribuent également à déterminer les distances entre les astres. Enfin l'observation d'une occultation peut permettre de détecter une étoile binaire ou un compagnon de l’astéroïde.
- l'occultation des satellites de Jupiter et de Saturne par leur planète mère
- l'occultation d'étoiles par des planètes
- L'occultation d'une planète ou d'une étoile par une planète
- l'occultation partielle du Soleil par (ou transit devant le Soleil de) Mercure ou Vénus (seuls transits planétaires devant le Soleil qui peuvent être vus depuis la Terre)
- L'occultation d'une étoile par une autre étoile : étoiles variables à éclipse ou optique.
- L'occultation de planètes extrasolaires par leur étoile (« éclipse du secondaire »)

## Occultation et exploration spatiale

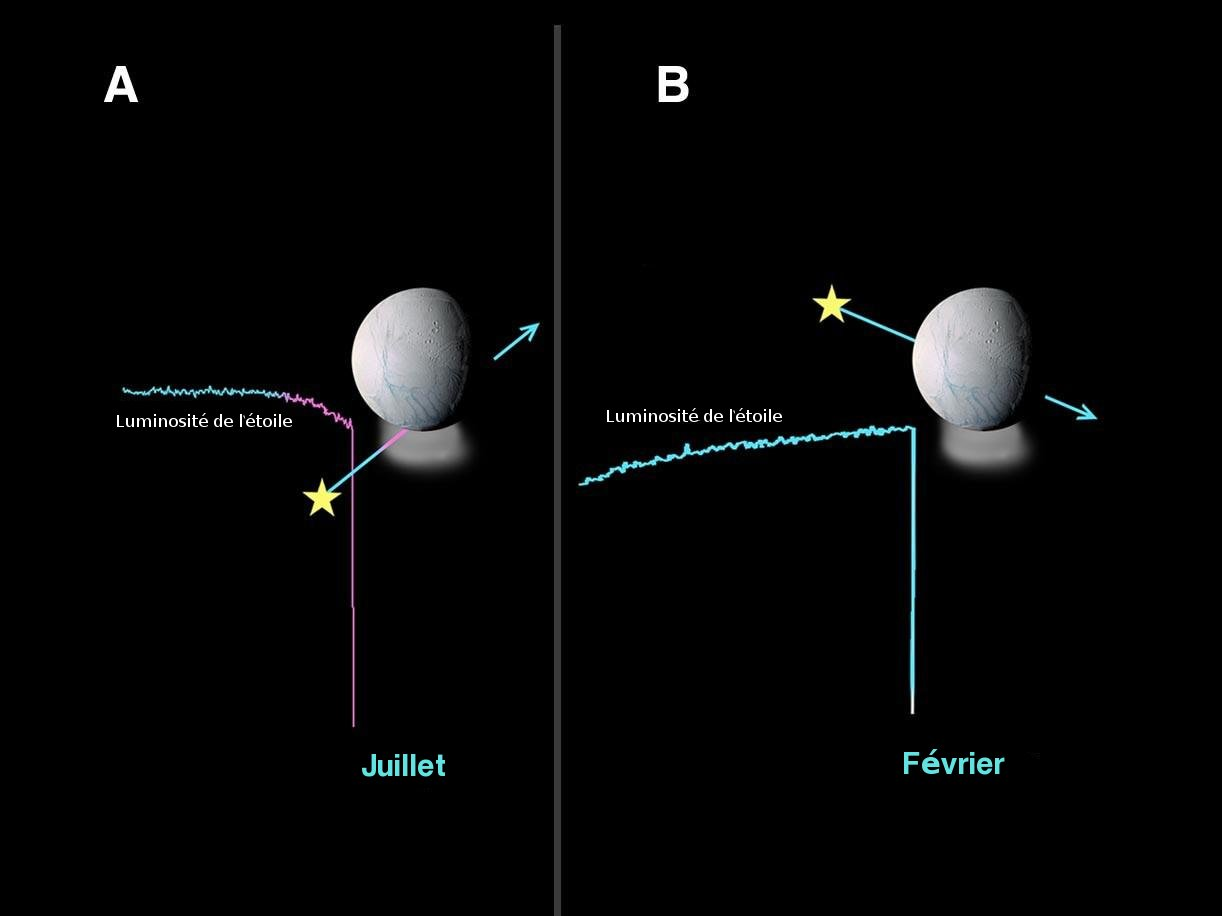
L'occultation de Encélade par deux étoiles successivement observées par les instruments de la sonde spatiale Cassini permettent de démontrer qu'il existe une atmosphère mais que celle-ci n'est pas distribuée uniformément.

L'occultation est un phénomène fréquemment exploité par les sondes spatiales chargées d'explorer le système solaire pour étudier les planètes et leurs satellites. L'occultation peut avoir lieu lors d'un survol unique du corps céleste ou de manière répétée si la sonde spatiale s'est mise en orbite autour de la planète. Les instruments embarqués sont alors utilisés pour effectuer des observations fournissant des informations sur la planète observée. Quelques exemples d'observations basées sur l'occultation :
- Un spectromètre ultraviolet embarqué à bord de l'engin spatial observe le Soleil lorsqu'il disparait derrière la planète. À cet instant l'atmosphère de la planète s'interpose entre le Soleil et la sonde spatiale ce qui permet d'obtenir un spectre de l'atmosphère qui contribue à déterminer sa structure (épaisseur, densité, etc.) ainsi que sa composition.
- L'occultation d'une étoile suffisamment brillante peut être également utilisée (cf illustration).
- L'émetteur radio émet vers la Terre alors que la planète observée se situe presque entre celle-ci et l'engin spatial. La mesure de l'effet Doppler dû à l'infléchissement des ondes radio permet de déterminer la masse de la planète.
- Le signal radio peut être également utilisé pour déterminer la structure et la composition de l'atmosphère de la planète. Cette technique peut être également utilisée pour étudier la structure et la composition des anneaux des géantes gazeuses pour déterminer leur structure et leur composition lorsque les anneaux s'interposent entre la Terre et la sonde spatiale.

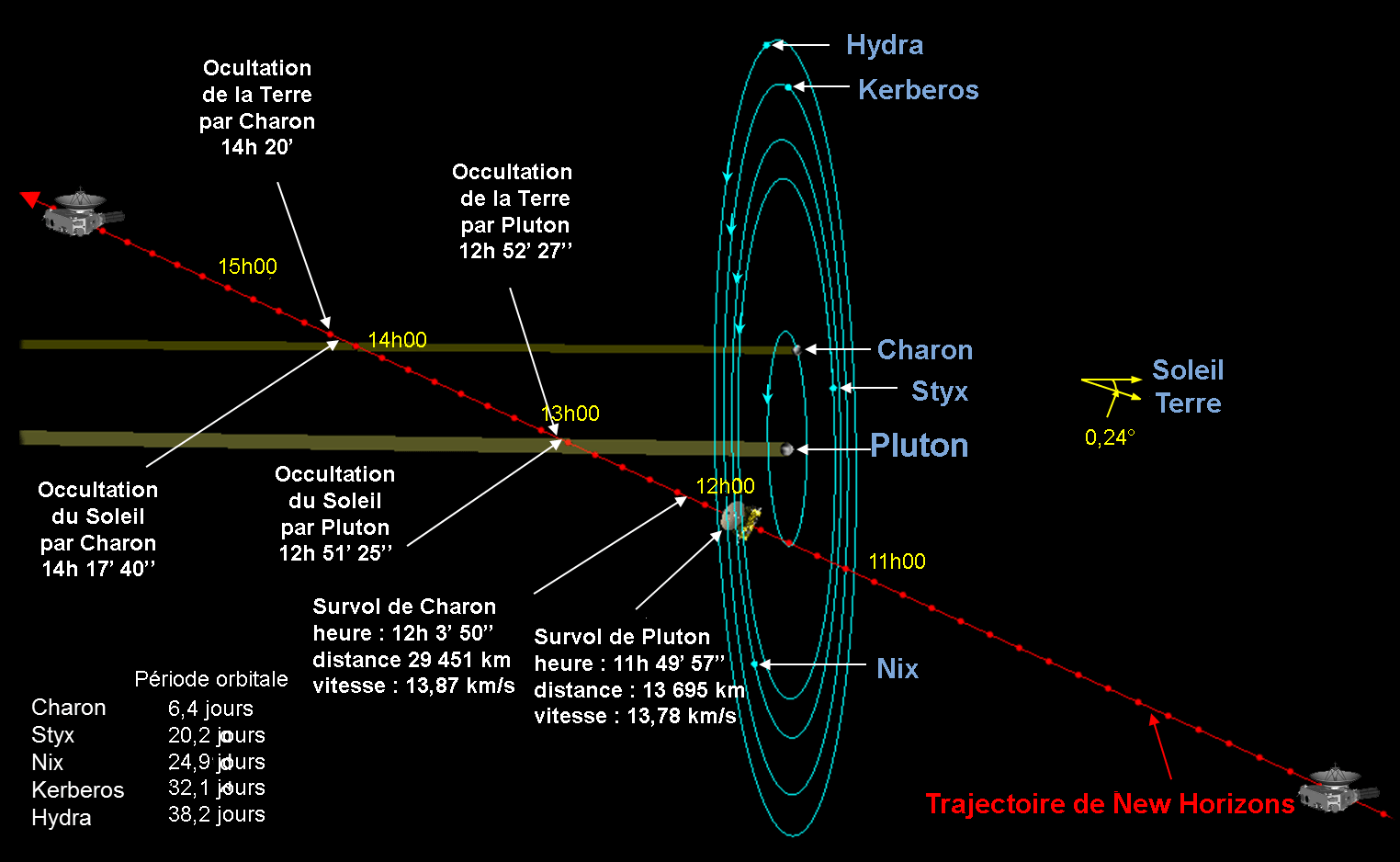
Trajectoire de New Horizons durant son survol de Pluton : la sonde spatiale New Horizons traverse en 2015 à très grande vitesse (13.78 km/s soit près de 50000 km/h) le plan orbital formé par Pluton et ses satellites (dont l'orbite et la position sont indiquées en vert sur le schéma) en passant à 11000 km de Pluton. Les occultations du Soleil puis de la Terre par Pluton puis par Charon au cours des deux heures suivantes sont utilisées par l'expérience de radio science REX pour préciser la composition de l'atmosphère, la masse et la température des deux corps (heures indiquées en temps universel).

## Galerie

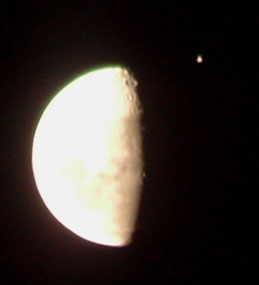
Photo prise quelques minutes avant l'occultation de Jupiter par la Lune.
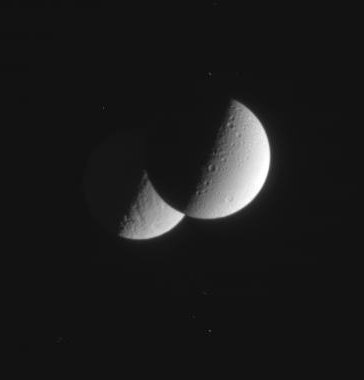
Occultation de Rhéa par Dioné observée par la sonde spatiale Cassini.